# Lògia Triangular Rushton

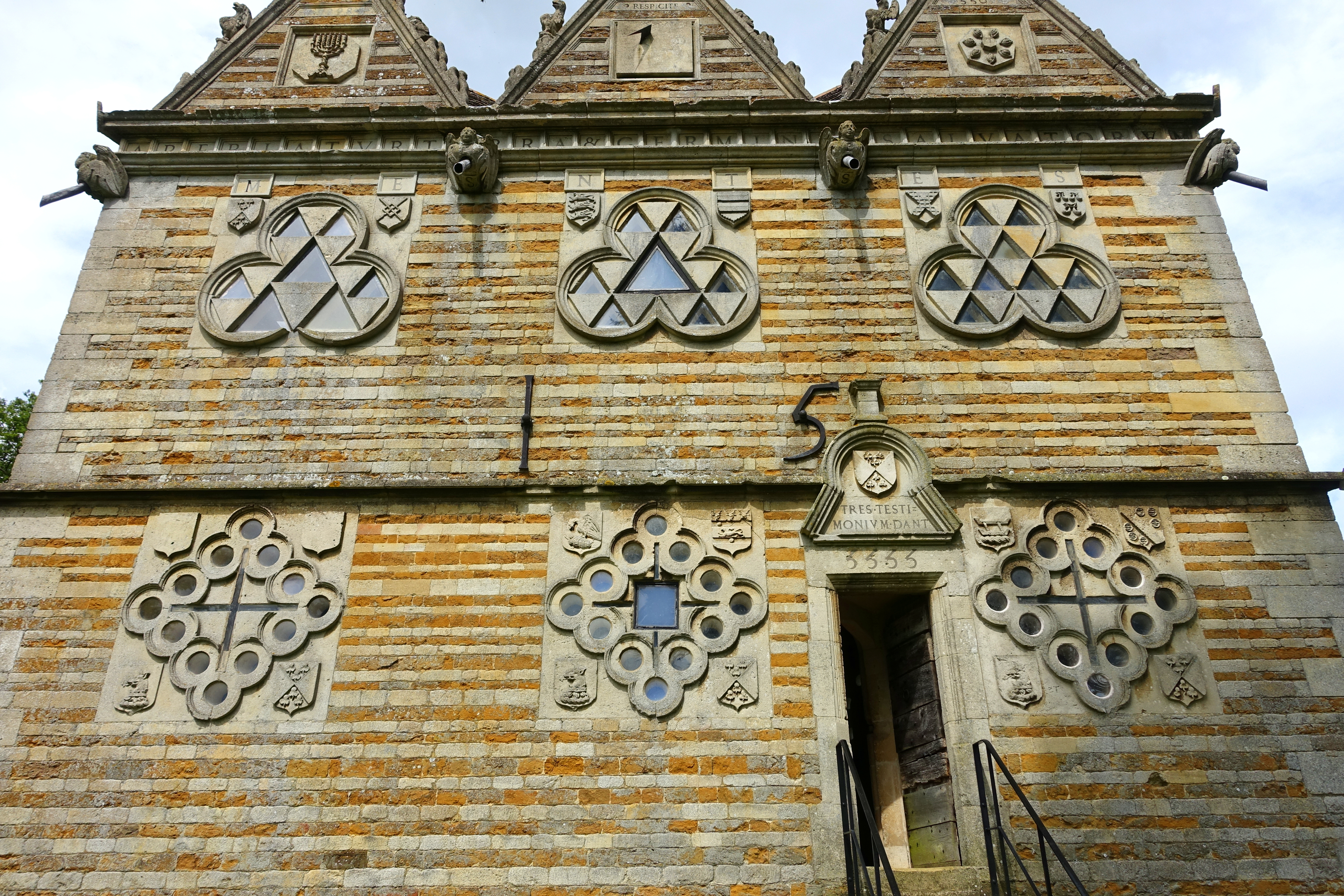
Símbols i inscripcions al costat «15»

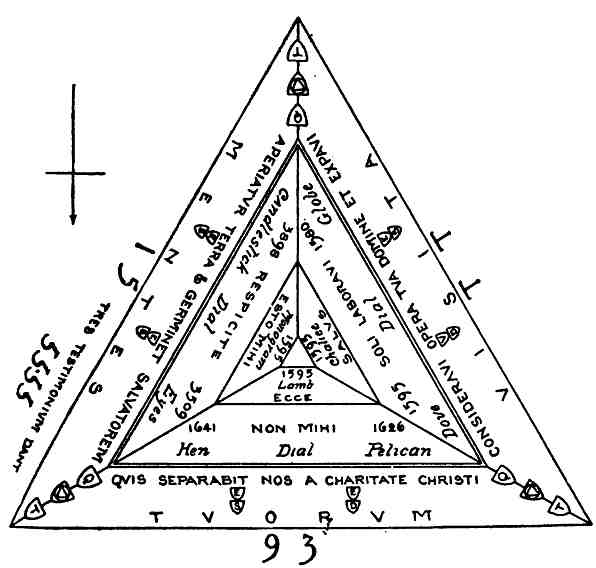
Diagrama esquemàtic

Rushton Triangular Lodge (Lògia triangular) és un capritx, dissenyat per Sir Thomas Tresham i construït entre 1593 i 1597 prop de Rushton, Northamptonshire, Anglaterra. Ara està a càrrec de English Heritage. La pedra utilitzada per a la construcció alterna bandes de pedra calcària fosca i lleugera.
La Lògia esta llistada com a grau I a la llista del Patrimoni Nacional d'Anglaterra. Tresham era catòlic romà i va ser empresonat durant un total de quinze anys a finals del segle xvi per negar-se a convertir-se al protestantisme. En el seu alliberament el 1593, va dissenyar la Lògia com una protesta de la seva fe. La seva creença en la Santíssima Trinitat es representa a tot arreu a la lògia pel número tres: té tres parets de 33 peus de llarg, cadascuna amb tres finestres triangulars i coronades per tres gàrgoles. Un mur està inscrit '15', un altre '93' i l'últim 'TT'. L'edifici té tres plantes, sobre un soterrani i una xemeneia triangular. Tres textos en llatí, cadascun de 33 lletres, corren al voltant de cada façana de l'edifici. Les cites són:
1. Aperiatur terra & germinet Salvatorem: "Que la terra s'obri i... porti salvació." (Isaiah 45:8)[1]
2. Quis separabit nos Un charitate Christi?: "Qui ens separarà de l'amor de Christ?"[2] (Romans 8:35)
3. Consideravi Òpera tua, Domine, et expavi : "He contemplat les teves obres, O Senyor, i tenia por." (una paràfrasi de Habakkuk 3:2)[3]

Les finestres de cada planta són de diferents dissenys, tots igualment ornamentats. Els més grans, els de la primera planta, tenen forma de trifoli, que era l'emblema de la família Tresham. Les finestres del soterrani són petits trèvols amb una subfinestra triangular al centre. Les finestres de la planta baixa presenten un disseny rombal, cadascuna amb 12 petites obertures circulars al voltant d'una escletxa central cruciforme. Hi ha escuts heraldics de diverses famílies que envolten aquestes finestres.
La planta baixa lleugerament elevada té una entrada a la façana sud-est. Sobre la porta, sota l'escut d'armes de Tresham, hi ha la inscripció llatina Tres testimonium dant, que significa "el número tres és testimoni" o "Tresham és testimoni" (Tres era l'àlies que la seva dona utilitzava per Tresham en les seves cartes). També a sobre la porta hi ha els números "5555". Els números tenen una forma estranya, i l'historiador arquitectònic Nikolaus Pevsner va especular que antigament es podia haber llegit "3333", però aquest nombre sembla no tenir cap significat particular. No obstant això, s'ha assenyalat que si 1593 es resta de 5555, dona 3962 (la data, abans de Crist, del diluvi universal, segons Beda).
La sala principal de cada planta és hexagonal, deixant així els tres espais de cantonada triangulars; un d'aquests espais conté una escala de caragol i els dos restants són habitacions petites.
Per sobre de les cites de cada façana, l'edifici està coronat per tres costeruts gablets cadascun rematat al cim amb un obelisc de tres costats. Entre els emblemes tallats a les gablets hi ha, al costat sud-est, el canelobre altament simbòlic de set branques dins d'una placa octogonal, i una placa heptagònica que representa els set ulls de Déu. Al costat nord hi ha un pelicà en la seva pietat, un símbol de Crist i l'Eucaristia, i una gallina i pollastres; al sud-oest hi ha un colom i una serp; i la Mà de Déu tocant un globus. La xemeneia triangular està adornada amb el monograma sagrat "IHS", un xai i una creu, i un calze.
Mentre que la Lògia és indiscutiblement un testament a la fe de Tresham, també és un exemple de l'amor isabelí per l'al·legoria. Els números "3509" i "3898" estan tallats als gablets: es diu que són les dates (BC) de la Creació i la Crida d'Abraham. Entre les dates més recents tallades a l'edifici hi ha 1580, es creu que és la data de conversió de Tresham, i també les dates futures 1626 i 1641 (en el moment de la seva talla). Una hipotesi del significat d'aquestes dates és que no només són divisibles per tres, sinó que, quan se'ls resta 1593, donen 33 i 48, els anys en què es diu que Jesús i la Mare de Déu han mort.
Les inscripcions trencades inscrites a cada gablet es combinen per llegir "Respicite non mihi laboravi", que significa "No he treballat només per mi".
La Lògia va ser l'únic edifici dissenyat per Tresham abans de la seva mort el 1605. Nikolaus Pevsner en el seu The Buildings of England: Northamptonshire afirma: "com a testament de fe, aquest edifici ha de ser vist amb respecte". També va considerar que la Lògia era tan important des del punt de vista arquitectònic que va triar la seva fotografia per a la portada de la primera edició (1961) del seu llibre; també apareix a la portada de l'edició actual.
La Lògia apareix de manera destacada en el capítol de la novel·la Voice of the Fire d'Alan Moore amb relació a el fill de Tresham, Francis, un conspirador que va participar en la conspiració de la pólvora. Moore, natiu de Northampton, narra la història de diversos llocs locals en la seva història realista màgica especulativa de la ciutat.